# 隠れた変数理論
隠れた変数理論（かくれたへんすうりろん、英語: hidden variable theory）とは、量子力学に特徴的な確率的な性質を、実験者が観測できない変数を導入して説明する理論である。
ベルの不等式の破れが1982年アラン・アスペらにより検証されたことなどにより、局所性を仮定した隠れた変数理論では量子論は記述できないことが明らかになっている。非局所的な隠れた変数理論を主張する物理学者も存在するが相対論との相性は極めて悪い。
確率的な性質を理由に量子力学が不完全だと主張する少数派の決定論的物理学者に支持されていたが、ベルの不等式の破れの検証後は支持するものがさらに少数となった。
隠れた変数理論の有名な支持者アルベルト・アインシュタインの言葉に、「神はサイコロを振らない」というものがある。これはアインシュタインの、完全な物理学理論は決定論的であるべきとの信念の表れである。

## 動機
現状の量子力学は非決定論的である。すなわち一般には測定の結果を一通りに予言することはなく、代わりに結果の確率分布を予言する。このことから、全く同一の二つの物理系に対してある物理量の測定を行ったときですら、得られる結果が一致しない状況が有り得る。このことに対し、実は量子力学の裏により深い真実が隠れており、それを記述する根源的な理論では測定の結果を決定論的に予言できるのではないか、という疑問が生じる。
言い換えると、現状の量子力学による世界の記述は不完全かもしれないと考えられる。一部の物理学者は、世界の確率的な振る舞いの裏に、確固たる存在または性質すなわち「隠れた変数」が実在すると主張する。しかし物理学者の大半は、量子力学より根源的な理論は存在しないと考えている。実際、隠れた変数理論のうち大半はこれまで行われた実験の結果と両立しないことが示されている。
なお、初期には決定論的な信念が隠れた変数理論の支持者の主な動機だったが、量子力学の形式化の根底をなすはずの現実を説明しようとする非決定論的な理論も隠れた変数理論に含まれるようになった。例えばエドワード・ネルソンの確率力学(stochastic mechanics)等。

## EPRパラドックスとベルの定理
1935年、アルベルト・アインシュタイン、ボリス・ポドルスキーおよびネイサン・ローゼンらは、「物理的実在の量子力学的記述は完全とみなすことができるか？」という4ページの論文を書き、ある種の実在論的な観点から量子力学は不満足であるとした。

この議論はEPRパラドックスと呼ばれ、隠れた変数理論を探す動機となった。
1964年にはジョン・スチュワート・ベルが有名なベルの定理により、実験と合う局所的な隠れた変数理論が存在するなら、ある種の実験で結果は必ずベルの不等式を満たすことを示した。一方、量子もつれが正しければベルの不等式は破られる。隠れた変数を否定する(no-go)定理には他にもコッヘン・シュペッカーの定理がある。
アラン・アスペやポール・クヴィアト(Paul Kwiat)等の物理学者がベルの定理の検証実験を行っており、242シグマの信頼水準（極めて高い）で不等式の破れを報告している。この結果は局所的な隠れた変数理論を否定したが、非局所的なものは否定されていない。また理論的には、実験結果の妥当性に影響する抜け穴があった可能性もある（→en:Bell test loopholes）。

## コッヘン＝シュペッカーの定理
数学者のコッヘンとシュペッカーは、３以上の任意のヒルベルト空間において、相互に直交する一次元射影作用素からなる任意の集合について、その中の一つだけに射影作用素に１を与え、残りすべてに０を与える付与は存在しないことを数学的に証明し、量子力学の標準理論と一致する数式では全ての物理量に同時に確定した値を付与できないと論じた。
東克明は、コッヘンとシュペッカーの議論には説得力があるが抜け道がないわけではないとしている。

## 隠れた変数理論
量子力学と矛盾しない隠れた変数理論は非局所的でなければならない。すなわち物理的に隔離された物体間の因果関係が瞬時にもしくは光速を超えて伝わるものとする。最初の隠れた変数理論は1920年代後半にルイ・ド・ブロイが提唱した。現在、隠れた変数理論うち最も有名なものは、非局所的なボーム力学で、物理学者・哲学者のデヴィッド・ボームが1952年に提唱したものだ。
ボームの理論は、ド・ブロイのアイデアに基づいており、電子などの量子力学的な粒子と、その動きを支配する隠れた「導波」の両方の存在を仮定する。よって電子は二重性を持たない純粋な粒子とされる。例えば二重スリット実験（→波と粒子の二重性）を行うと、電子は片方のスリットだけを通過する。しかしどちらのスリットを通過するかはランダムでなく導波に従って決められるために干渉パターンが観測される。
そのような観点は、古典的な原子論と相対性理論で共に使われている現象の局所性という概念とは反対に位置し、全体論的な観点（→en:Holism in science）、相互に絡み合い、影響し合う世界を描く観点を志向している。実際、晩年のボーム自身もジッドゥ・クリシュナムルティの影響の下、量子力学の全体論的な側面を強調した。ボームの解釈は物理学を東洋神秘主義や意識と結び付けようとする議論の基礎にもなっている。
相対論との矛盾（単なる非局所性でなく、より重要なローレンツ不変性に関わるもの）は、多くの物理学者によりボーム力学の最大の欠点とみなされている。
またボーム力学の構成は作為的とも評されている。ボーム力学は意図的にあらゆる細部にわたって通常の量子力学と同じ予言をするように作られているためだ。ボームは通常の量子力学に取って代わる理論を真剣に目指していた訳ではなく、単に隠れた変数理論が不可能でないことを示そうとしただけだった。そしてそれが、現在の量子力学を超える新しい発想や実験につながることを期待していた。
最近になってゲラルド・トフーフトにより、さらに別種の決定論的な理論が提唱された。この理論は、量子重力の統一理論を定式化するときに明らかになる問題が発端となっている。
しかし大半の物理学者は、宇宙の真の理論は隠れた変数理論ではなく、また粒子は量子力学的記述に現れる以外の情報は持っていないと信じている。前述したような量子力学の解釈も、それぞれ哲学的な問題点を抱えている。局所実在主義こそが正しく、そして量子力学は究極的には誤りだと考えている物理学者は極めて少ない。